# 玛丽亚赖因
玛丽亚赖因是奥地利克恩顿州克拉根福兰县的一个市镇。总面积25.48平方公里，总人口2202人，人口密度86.4人/平方公里（2005年）。